# Astragalus dianthoides
Astragalus dianthoides är en ärtväxtart som beskrevs av Antonina Georgievna Borissova. Astragalus dianthoides ingår i släktet vedlar, och familjen ärtväxter. Inga underarter finns listade i Catalogue of Life.